# Popillia viridicyanea
Popillia viridicyanea är en skalbaggsart som beskrevs av Ohaus 1901. Popillia viridicyanea ingår i släktet Popillia och familjen Rutelidae. Inga underarter finns listade i Catalogue of Life.